# FVジャパン
FVジャパン株式会社は、 コカ・コーラボトラーズジャパン傘下でコカ･コーラ社製品および他社製品を取り扱う自動販売機オペレーション事業や飲食店運営事業を行っていた子会社8社（エフ・ヴィセントラル株式会社、三国フーズ株式会社、アーバン ベンディックス ネットワーク株式会社、株式会社ウエックス東京、フレッシュ・ベンダー・サービス株式会社、EX－サービス株式会社、TXキャンパス株式会社、日東パシフィックベンディング株式会社）を統合し、2015年4月に発足した。
法人格としては、三国フーズ株式会社を引き継いでいる。

## 沿革
- 2015年4月1日 - FVイーストジャパン株式会社発足[2]
- 2016年1月1日 - 旧仙台コカ・コーラボトリング子会社の仙台ビバレッジ・ネットワーク株式会社を吸収合併[3]。
- 2018年1月1日 - 日本コカ・コーラと国内ボトラーの共同出資会社である株式会社エフ･ヴィ･コーポレーション、コカ・コーラウエスト傘下の西日本ビバレッジ株式会社と株式会社ウエックス、四国コカ・コーラボトリング傘下の四国キヤンテイーン株式会社の4社を吸収合併した上で、商号をFVジャパン株式会社に変更[4]。